# Raion de Sîngerei
Le raion de Sîngerei est un raion de la république de Moldavie, dont le chef-lieu est Sîngerei. En 2014, sa population était de 79 814 habitants.

## Démographie
| Groupe ethnique      | %    |
| -------------------- | ---- |
| Moldaves et Roumains | 89,2 |
| Ukrainiens           | 7,3  |
| Russes               | 3,1  |
| Autres               | 0,2  |
| Bulgares             | 0,1  |

## Économie
6 525 entreprises sont implantées dans le raïon.

## Religions
- 98,5 % de la population du raïon est chrétienne, dont une grande partie sont orthodoxes.
- 1,5 % de la population est athée ou sans religion.